# Spintherobolus
Spintherobolus es un género de peces de la familia de Characidae y de la orden de los Characiformes.

## Especies
- Spintherobolus ankoseion S. H. Weitzman & L. R. Malabarba, 1999
- Spintherobolus broccae G. S. Myers, 1925
- Spintherobolus leptoura S. H. Weitzman & L. R. Malabarba, 1999
- Spintherobolus papilliferus C. H. Eigenmann, 1911